# Sobór Trójcy Świętej w San Francisco
Sobór Trójcy Świętej – prawosławny sobór w San Francisco, katedra diecezji Zachodu Kościoła Prawosławnego w Ameryce.
Drewniana cerkiew została wzniesiona w San Francisco na potrzeby wspólnoty prawosławnej, jaka ukonstytuowała się w 1857 pod nazwą Stowarzyszenie Prawosławne. Do 1868 nie posiadała ona stałego kapłana, lecz uczestniczyła w nabożeństwach sprawowanych przez kapelanów rosyjskich statków wpływających do portu w San Francisco. Status parafialnej cerkiew otrzymała w 1878, w momencie przekształcenia wspólnoty w parafię z ks. Pawłem Kiedroliwanskim jako pierwszym proboszczem. Kilkakrotnie zmieniała wezwanie, posiadając jako patrona kolejno świętych Aleksandra Newskiego, Mikołaja, Bazylego Wielkiego.
Wcześniej, w 1872, drewniana świątynia zyskała status soboru. Biskup Aleutów i Alaski Jan (Mitropolski) przeniósł bowiem siedzibę hierarchy Aleutów i Alaski z Nowoarchangielska do San Francisco. W 1888 sobór otrzymał w darze od cara Aleksandra III zestaw pięciu dzwonów. W dalszym okresie na dzwonnicy pojawiły się dwa kolejne dzwony, przetopione ze starszych, zniszczonych w czasie pożaru cerkwi. Z kolei car Mikołaj II podarował dla katedry główny świecznik, a według tradycji również ikonę swojego patrona, św. Mikołaja Cudotwórcy.
W soborze w 1896 przyjął święcenia kapłańskie późniejszy nowomęczennik rosyjski ks. Aleksander Chotowicki. W katedrze przechowywane są również pamiątki po św. Tichonie, biskupie Aleutów i Alaski, późniejszym patriarsze Moskwy i całej Rusi: książeczka do nabożeństwa, jakiej używał oraz części biskupich szat.
We wnętrzu cerkwi zachował się szereg ikon z XIX wieku, jednak główny ikonostas został wykonany w latach 1993–1994 przez rosyjskiego ikonografa Dymitra Szkolnika.